# Casamaccioli
Casamaccioli est une commune française située dans la circonscription départementale de la Haute-Corse et le territoire de la collectivité de Corse. Le village appartient à la piève de Niolo.

## Géographie

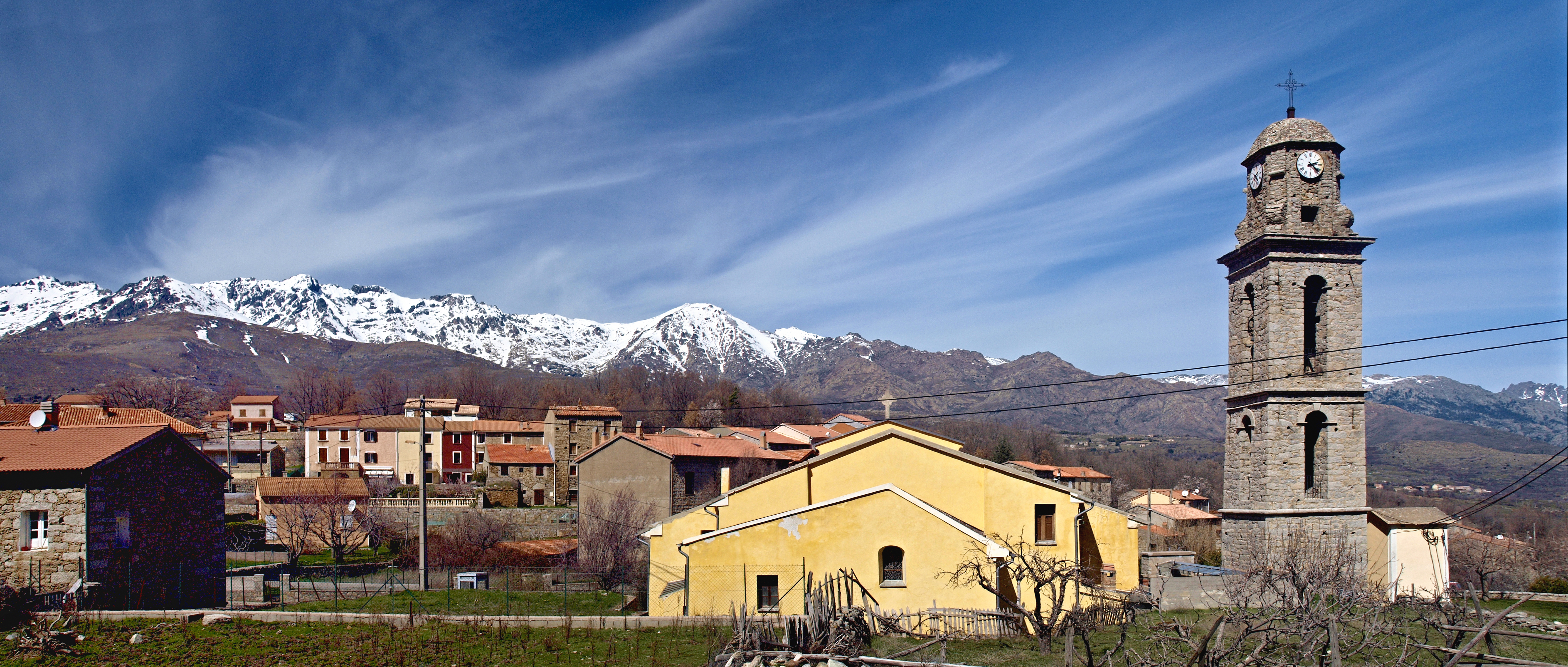
Église de la Nativité et Monte Cinto.

### Localisation

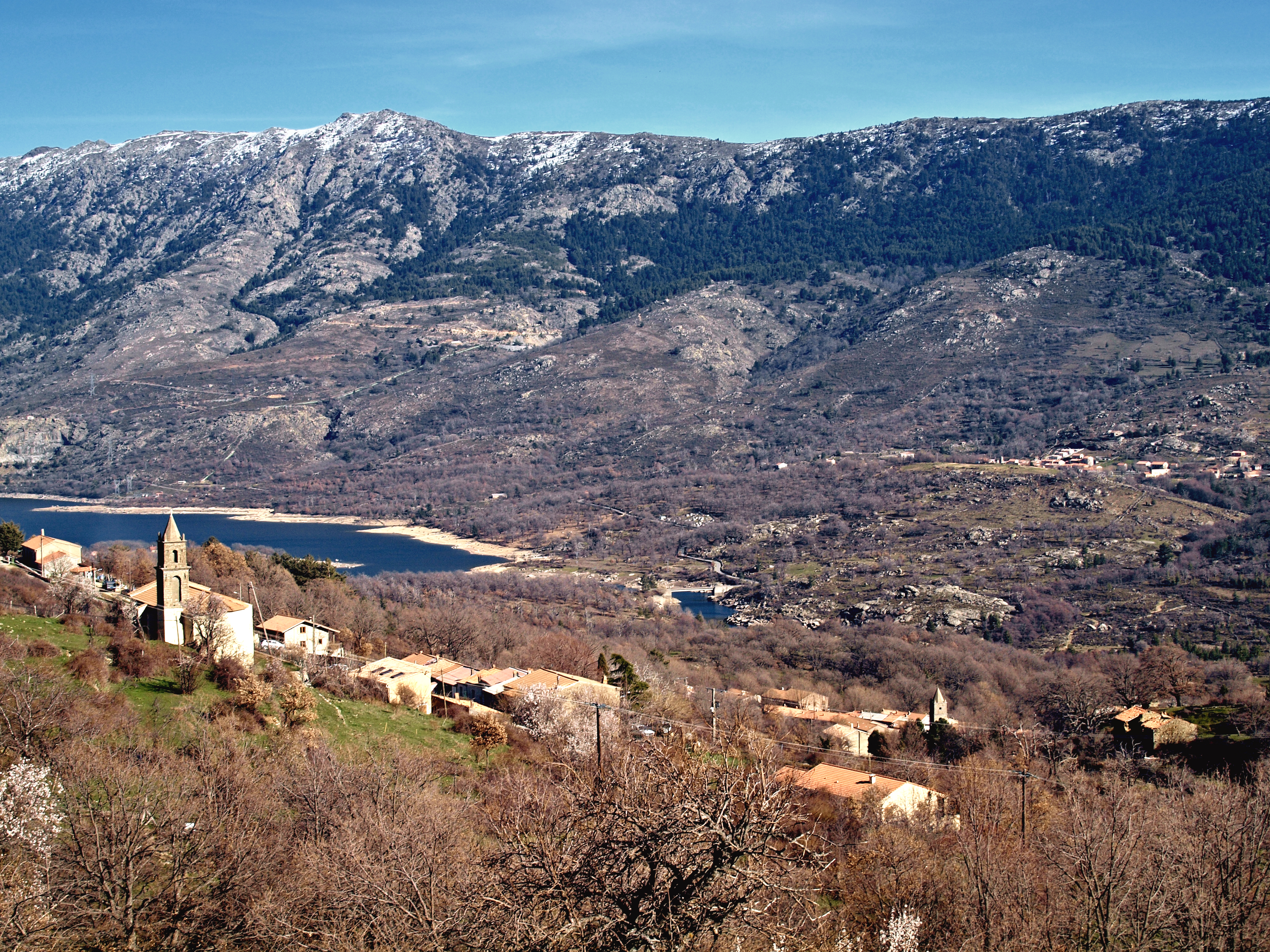
Vue du lac et de Casamaccioli depuis le haut des hameaux de Pietra-Zitamboli (Albertacce).

Casamaccioli est une commune de l'ancienne piève de Niolo, dans le Cortenais. Commune de l'intérieur, de montagne, elle se localise au sud-est du Niolo, dans la haute vallée du Golo dont elle occupe une partie de l'ubac.
Au nord elle possède une partie du lac de Calacuccia ainsi que les berges du Golo depuis l'aval du Ponte Altu (Albertacce) jusqu'au lac.
Au sud ses limites vont jusqu'au bord du lac de Nino. Le cours supérieur du Tavignano marque sa limite méridionale qui se situe par delà la crête de la Punta Artica (2 327 m). La commune possède ainsi une partie de l'adret du haut Tavignano.
La forêt territoriale de Valdu Niellu sur la commune d'Albertacce marque ses limites occidentales jusqu'à la Punta Artica.
Communes limitrophes

### Géologie et relief
Casamaccioli, la plus méridionale des cinq communes de la cuvette du Niolo, se situe dans la Corse Hercynienne ancienne (ou occidentale) couvrant les 2/3 sud-ouest de l’île. Son sol est composé de granites et roches volcaniques, une association magmatique à caractère alcalin d’âge Permien (entre -280 et -240 Ma) qui se caractérise par des appareils volcano-plutoniques (complexes annulaires) comme le massif du Monte Cinto.
La partie septentrionale de son territoire est bordée par la rive sud du lac de Calacuccia. La partie méridionale est composée de hautes montagnes comprenant des sommets tels la Punta Artica (2 327 m) et le Capu di u Facciatu (2 113 m), ainsi que le remarquable lac de Nino (1 743 m).

### Hydrographie
Le Golo traverse son territoire. Mais la commune est aussi parcourue par deux ruisseaux qui se jettent dans le lac : le ruisseau de Milari affluent du ruisseau de Ruggi et le ruisseau de Lavertacce affluent du Golo.

### Climat et végétation
Occupant l'ubac de la cuvette du Niolo, la commune est verte, très boisée, avec la forêt communale de conifères dans le prolongement oriental de la forêt de Valdu Niellu. Casamaccioli possède :
- sa propre forêt communale sur les flancs nord de la ligne de crêtes de Punta Artica,
- à l'est, une partie de la forêt de Cavallo Morto qu'elle partage avec Calacuccia, et
- au sud de la dite ligne de crêtes une partie de la forêt territoriale du Tavignano,

pour un total d'environ 600 hectares de bois.
Les parties basses de la commune où se trouve le village, sont occupées par une châtaigneraie jusqu'à l'altitude d'environ 900 mètres. À l'étage supérieur, celle-ci fait place aux pins laricio. Les hauteurs sont des roches à nu.

### Voies de communication et transports

#### Accès routiers
Le village est situé à mi-chemin entre Porto et Corte, mais pas sur la D84 qui relie Francardo (Omessa) à Porto (Ota). Pour y accéder, il faut emprunter la D 218 depuis son intersection avec la D 84, proche du pont génois Ponte Altu (Albertacce) ou depuis Calacuccia.
Une autre voie, la route D 218b, permet d'y arriver. Son intersection avec la D84 se situe à l'entrée de Calacuccia. La D 218b passe sur le barrage de Calacuccia.

#### Transports
Casamaccioli n'est desservi par aucun service de transports publics. La gare la plus proche est celle de Francardo, distante de 24 km.
Le village est distant de :
- 64 km de l'aéroport de Bastia Poretta,
- 95 km de l'aéroport de Calvi-Sainte-Catherine,
- 107 km de l'aéroport d'Ajaccio-Napoléon-Bonaparte,
- 74 km du port de commerce de L'Île-Rousse,
- 81 km du port de commerce de Bastia,
- 100 km du port de commerce d'Ajaccio.

## Urbanisme

### Typologie
Au 1er janvier 2024, Casamaccioli est catégorisée commune rurale à habitat dispersé, selon la nouvelle grille communale de densité à sept niveaux définie par l'Insee en 2022.
Elle est située hors unité urbaine. Par ailleurs la commune fait partie de l'aire d'attraction de Corte, dont elle est une commune de la couronne,. Cette aire, qui regroupe 34 communes, est catégorisée dans les aires de moins de 50 000 habitants,.

### Occupation des sols
L'occupation des sols de la commune, telle qu'elle ressort de la base de données européenne d’occupation biophysique des sols Corine Land Cover (CLC), est marquée par l'importance des forêts et milieux semi-naturels (98,5 % en 2018), en augmentation par rapport à 1990 (96,6 %). La répartition détaillée en 2018 est la suivante : 
espaces ouverts, sans ou avec peu de végétation (40,4 %), milieux à végétation arbustive et/ou herbacée (34,2 %), forêts (23,9 %), zones agricoles hétérogènes (0,7 %), eaux continentales (0,5 %), zones humides intérieures (0,3 %). L'évolution de l’occupation des sols de la commune et de ses infrastructures peut être observée sur les différentes représentations cartographiques du territoire : la carte de Cassini (XVIIIe siècle), la carte d'état-major (1820-1866) et les cartes ou photos aériennes de l'IGN pour la période actuelle (1950 à aujourd'hui).

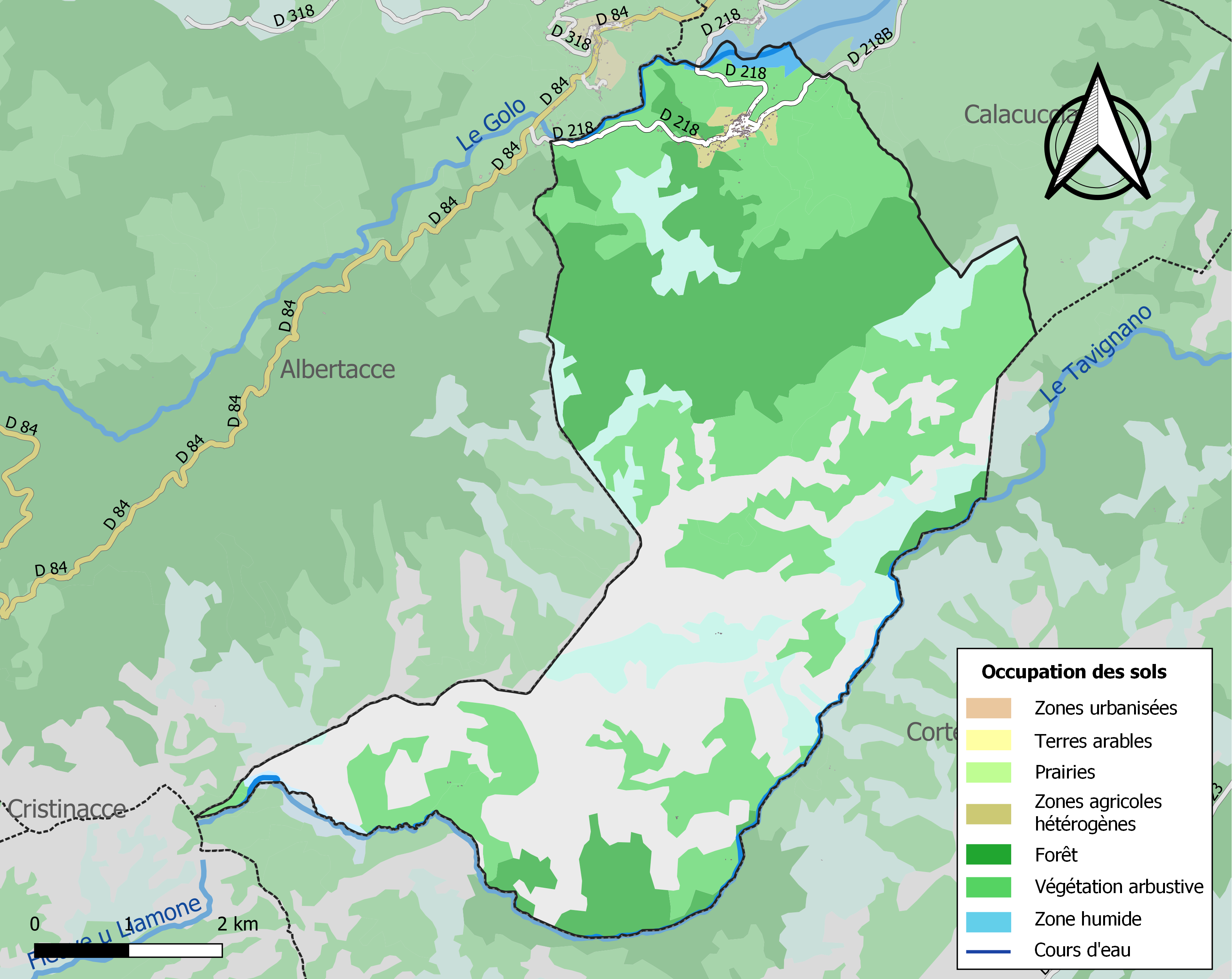
Carte des infrastructures et de l'occupation des sols de la commune en 2018 (CLC).

## Toponymie
Le nom corse de la commune est Casamacciuli [kazaˈmattʃuli]. Ses habitants sont les Casamacciulesi.

## Histoire

### Temps modernes
Au début du XVIe siècle, la piève de Niolo était inhabitée, le Magnifico Officio (Office de Saint Georges) ayant fait détruire les habitations des villages de Lozzi, l’Acquale, Erco, Corscia, Calacuccia, Casamaccioli, Sidossi et l’Erbechincie.
Au début du XVIIIe siècle, la piève avait pour lieux habités Albertacce 572 hab., Casamaccioli 360 hab., Lozzi 568 hab., Calacuccia 619 hab. et Corcia 549 hab..
- 1768 - le 15 mai les Génois cèdent la Corse qui passe sous administration française.
- 1789 - La Corse appartient au royaume de France.
- 1790 - Avec la Révolution française est créé le département de Corse avec Bastia comme préfecture,
- 1793 - An II. la Convention divise l'île en deux départements : Golo (l'actuelle Haute-Corse) et Liamone (l'actuelle Corse-du-Sud) sont créés. La commune de Casamaccioli se trouve dans le canton de Niolo (ex-piève de Niolo), dans le district de Vico et dans le département du Liamone.
- 1801 - Sous le Consulat[Note 3], la commune garde son nom, est toujours dans le canton du Niolo, dans l'arrondissement de Vico et dans le département du Liamone.
- 1811 - Les départements d'El Golo et du Liamone sont fusionnés pour former le département de Corse. Casamaccioli passe dans l'arrondissement de Corte.
- 1828 - Le canton du Niolo prend le nom de canton de Calacuccia.

En fin du XIXe siècle, le Niolo est désenclavé par l'actuelle et unique voie, la route D 84, qui le relie à la fois au centre de l'île et à la côte ouest.

### Époque contemporaine
- 1973 - Le canton de Niolu-Omessa (chef-lieu Calacuccia) est créé avec la fusion imposée des anciens cantons d'Omessa et de Calacuccia[10].
- 1975 - Le département de Corse est divisé en deux départements : Corse-du-Sud et Haute-Corse. Casamaccioli se situe désormais dans ce dernier.

## Politique et administration

### Liste des maires
| Période                                  | Période  | Identité              | Étiquette | Qualité                    |
| ---------------------------------------- | -------- | --------------------- | --------- | -------------------------- |
| maire en 1981                            |          | Martin Padovani       |           |                            |
| mars 1995                                | 2008     | Françoise Sabiani     |           |                            |
| mars 2008                                | En cours | Pierre-Marie Geronimi | PRG       | Administrateur de sociétés |
| Les données manquantes sont à compléter. |          |                       |           |                            |

## Population et société

### Démographie
L'évolution du nombre d'habitants est connue à travers les recensements de la population effectués dans la commune depuis 1800. Pour les communes de moins de 10 000 habitants, une enquête de recensement portant sur toute la population est réalisée tous les cinq ans, les populations de référence des années intermédiaires étant quant à elles estimées par interpolation ou extrapolation. Pour la commune, le premier recensement exhaustif entrant dans le cadre du nouveau dispositif a été réalisé en 2006.

En 2022, la commune comptait 114 habitants, en évolution de +8,57 % par rapport à 2016 (Haute-Corse : +5,15 %, France hors Mayotte : +2,11 %).
| 1800 | 1806 | 1821 | 1831 | 1836 | 1841 | 1846 | 1851 | 1856 |
| ---- | ---- | ---- | ---- | ---- | ---- | ---- | ---- | ---- |
| 379  | 390  | 421  | 436  | 462  | 482  | 494  | 529  | 527  |

| 1861 | 1866 | 1872 | 1876 | 1881 | 1886 | 1891 | 1896 | 1901 |
| ---- | ---- | ---- | ---- | ---- | ---- | ---- | ---- | ---- |
| 529  | 600  | 543  | 558  | 528  | 590  | 589  | 573  | 628  |

| 1906 | 1911 | 1921 | 1926 | 1931 | 1936 | 1946 | 1954 | 1962 |
| ---- | ---- | ---- | ---- | ---- | ---- | ---- | ---- | ---- |
| 638  | 690  | 638  | 634  | 642  | 632  | 464  | 588  | 304  |

| 1968 | 1975 | 1982 | 1990 | 1999 | 2006 | 2011 | 2016 | 2021 |
| ---- | ---- | ---- | ---- | ---- | ---- | ---- | ---- | ---- |
| 285  | 172  | 140  | 91   | 100  | 95   | 102  | 105  | 112  |

| 2022 | - | - | - | - | - | - | - | - |
| ---- | - | - | - | - | - | - | - | - |
| 114  | - | - | - | - | - | - | - | - |

Casamaccioli a compté jusqu'à 690 habitants en 1911. En 1800, année du premier recensement connu, ils étaient 379. Ce nombre a cru jusqu'en 1866 pour atteindre 600, retomber à 543 en 1872, stagner jusqu'au début du XXe siècle et atteindre son pic en 1911. Le tableau de Cassini-Ehess montre la baisse considérable de sa population au lendemain des deux Guerres mondiales : 1911 = 690 hab. - 1921 : 638 hab., 1936 = 632 hab. - 1954 = 464 hab.. Revenu à 588 hab. en 1954, son peuplement a rapidement décru jusqu'à la fin du XXe siècle pour atteindre une centaine d'habitants. Il s'explique par la désertification généralisée de l'intérieur de l'île par un mouvement de population vers les centres urbains sur le littoral.

### A Santa di u Niolu

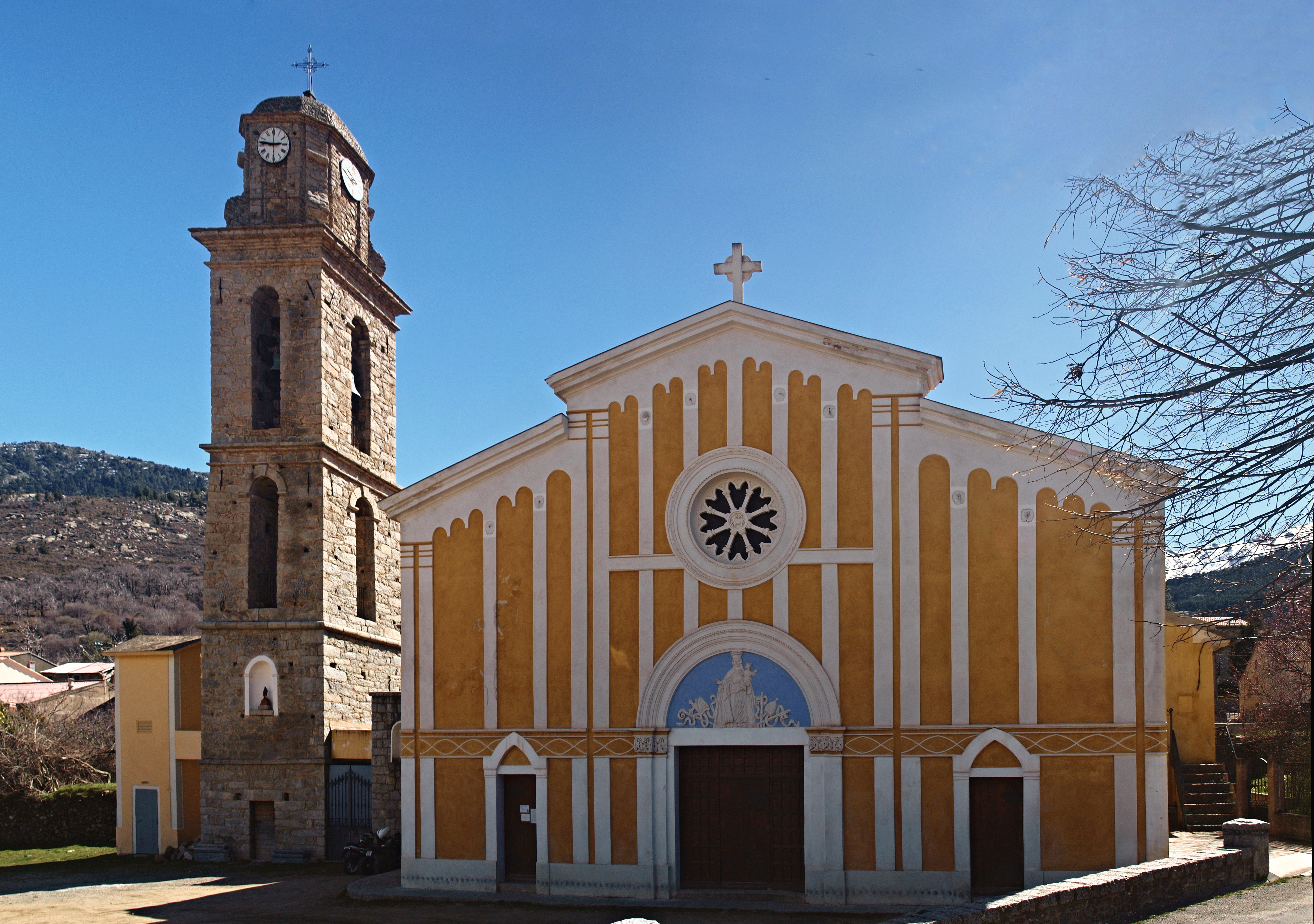
Église de la Nativité.

La fête patronale est le 8 septembre. la Vierge est vénérée par une nombreuse foule de pèlerins.
Casamaccioli est un lieu de pèlerinage ancien. Chaque année, le 8 septembre on y célèbre la Nativité de la Vierge : tous les ans des centaines de pèlerins s'y rendent pour rendre hommage à A Santa di u Niolu.
Cette célébration est liée spécifiquement à la statue de la Vierge conservée dans l'église du village, A Santa di U Niolu. La légende dit qu'un capitaine de marine napolitain en pleine tempête implora la vierge Marie de lui donner un signe afin que son bateau ne sombrât pas dans les flots. À la fin de sa prière, une éclaircie permit de sauver les marins. En guise de remerciements, le capitaine du navire acheta une statue de la Vierge à Naples et la remit ensuite aux Corses qui furent chargés de la transporter et la placèrent sur un âne. Au passage de la statue, les villages cherchèrent à le faire stopper chez eux. Le seul village qui ne marqua aucune convoitise fut Casamaccioli. C'est après un périlleux voyage, à travers les gorges que l'âne s'arrêta à Casamaccioli sur le champ de foire. Rien ne pouvant le décider à partir, la statue resta dans le village.

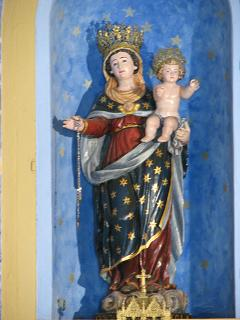
La Santa du Niolu.

La célébration du 8 septembre a une particularité. La messe se termine par une procession menée par la confrérie du village qui porte la statue sur le champ de foire.
La procession est suivie d'une cérémonie spécifique, A granitula, qui a été rapprochée par les ethnologues d'anciennes cérémonies pré-chrétiennes. Il est d'ailleurs à remarquer que, traditionnellement, la statue de la Vierge n'y participe pas, ses porteurs quittant la procession à ce moment-là, bien qu'il arrive certaines années que la confrérie l'y intègre.
Les membres de la confrérie avancent en une ligne qui s'enroule sur elle-même en spirale, puis, arrivée au centre, se déroule complètement.
La procession repart ensuite derrière la statue de la Vierge pour retourner à son point de départ, l'église du village.

### A Fiera di u Niolu
On ne peut dissocier A Santa di u Niolu et A Fiera di a Santa.
À Fiera di u Niolu est la foire du Niolo qui se tient chaque année durant plusieurs jours incluant le 8 septembre.

Ce jour-là, et pendant plusieurs jours, la traditionnelle foire aux bestiaux du siècle dernier s'est transformée depuis longtemps en foire à l'artisanat, accompagnée d'activités culturelles variées. Traditionnellement, s'improvisent dans les baraques construites pour l'occasion des chants polyphoniques.
Cantu a Madonna
Sunate campane corse,
Sunate in allegria,
Cantate o chjèse corse,
Per a Vergine Maria
Sunate campane corse,
Ùn stanciate di cantà,
Sunate campane corse,
Per a nostra Umanità.
Di a fede u rampale,
Chi fideghja la marina,
Bellu tempu o tempurale,
Ci prutegi o Regina.
Cara Vergine Maria,
Mamma di sconsulati,
Vergine dolce e pia,
Succori li spatriati.
Prega l'Assunta in celu,
Corsu di Santa Maria,
Prega per noi fratellu,
Prega la nostra divina.
E'quandu la notte nasce
In la cima di li monti,
Versu stu locu di pace,
Calemu i nostri fronti.

### Sports

#### Randonnées
Il existe plusieurs sentiers de randonnée. Ils sont l'œuvre du parc naturel régional de Corse. Sur la place même du village un panneau indique directions et horaires. Les sentiers du Niolu permettent de gagner le refuge A Sega du P.N.R.C.sur le sentier de randonnée Mare a mare Nord (5 heures indiqué), de rejoindre Bocca di Verghju (5h 30), Calacuccia (1h 30) et Calasima (Albertacce) (4h).
Le fameux GR 20 ne traverse la commune que sur près de deux kilomètres, et ce aux abords du lac de Nino.

## Économie
Production encore artisanale de fromages du Niolo (chèvre ou brebis), de brocciu et de charcuterie (élevage de porcs en liberté) : (prisuttu, coppa, lonzu, figatelli).
Le Niulincu, fromage de brebis et de chèvre à pâte molle et à croûte lavée, est un véritable ambassadeur de la gastronomie insulaire. À Casamaccioli, il est fabriqué par Pietrucci. Durant l'estive, le fromage fermier est également fabriqué par Donati dans la bergerie de Vaccaghja sur le GR 20.
Casamaccioli est sur le parcours de la « Route des Sens Authentiques » (Strada di i sensi) du Centre Corse (Centru di Corsica).

## Culture locale et patrimoine

### Lieux et monuments
- Monument aux morts des guerres du XXe siècle, sur la place du village, construit après la Première Guerre mondiale.

#### Églisede laNativité
L'édifice religieux se trouve au quartier d'Alate. Il pourrait dater du XVIIIe siècle. Il est de plan allongé, à chevet plat, formé de trois vaisseaux, avec une nef centrale voûtée en berceau à lunettes, et deux vaisseaux collatéraux en voûtes d'arêtes. Une tour-clocher en pierre de granite de plan carré à trois niveaux, coiffée d'un dôme octogonal sur tambour, lui est accolée.
L'église baroque a un clocher isolé en pierre locale. Elle a été restaurée extérieurement. À l'intérieur elle recèle une statue légendaire de la Vierge Marie, la Santa. Elle est la Santa di u Niolu (la Sainte du Niolo), vénérée depuis cinq siècles au cœur de la Corse.

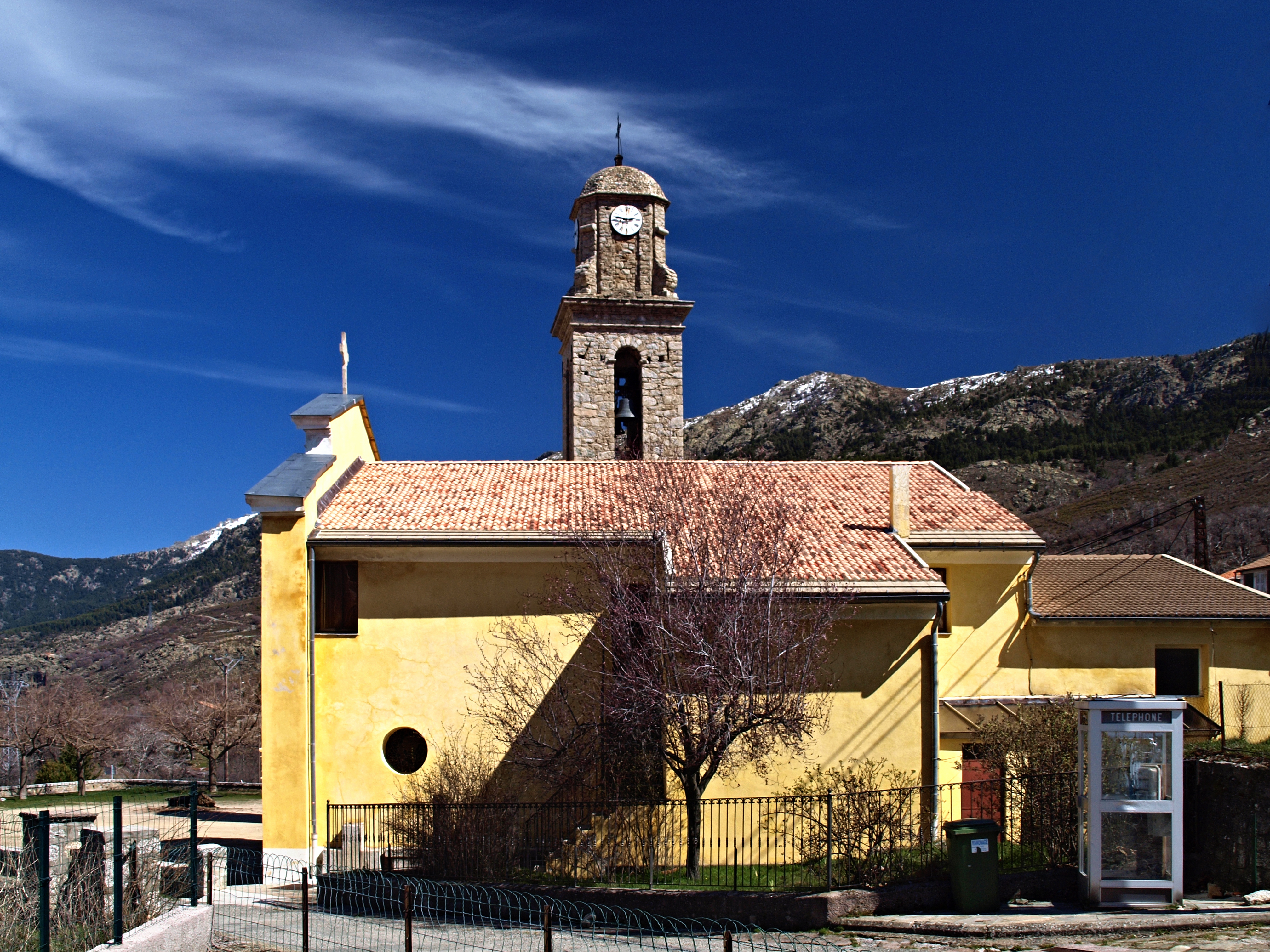
L'église de la Nativité.
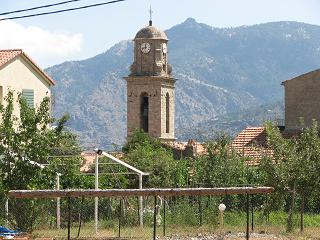
Clocher de l'église.
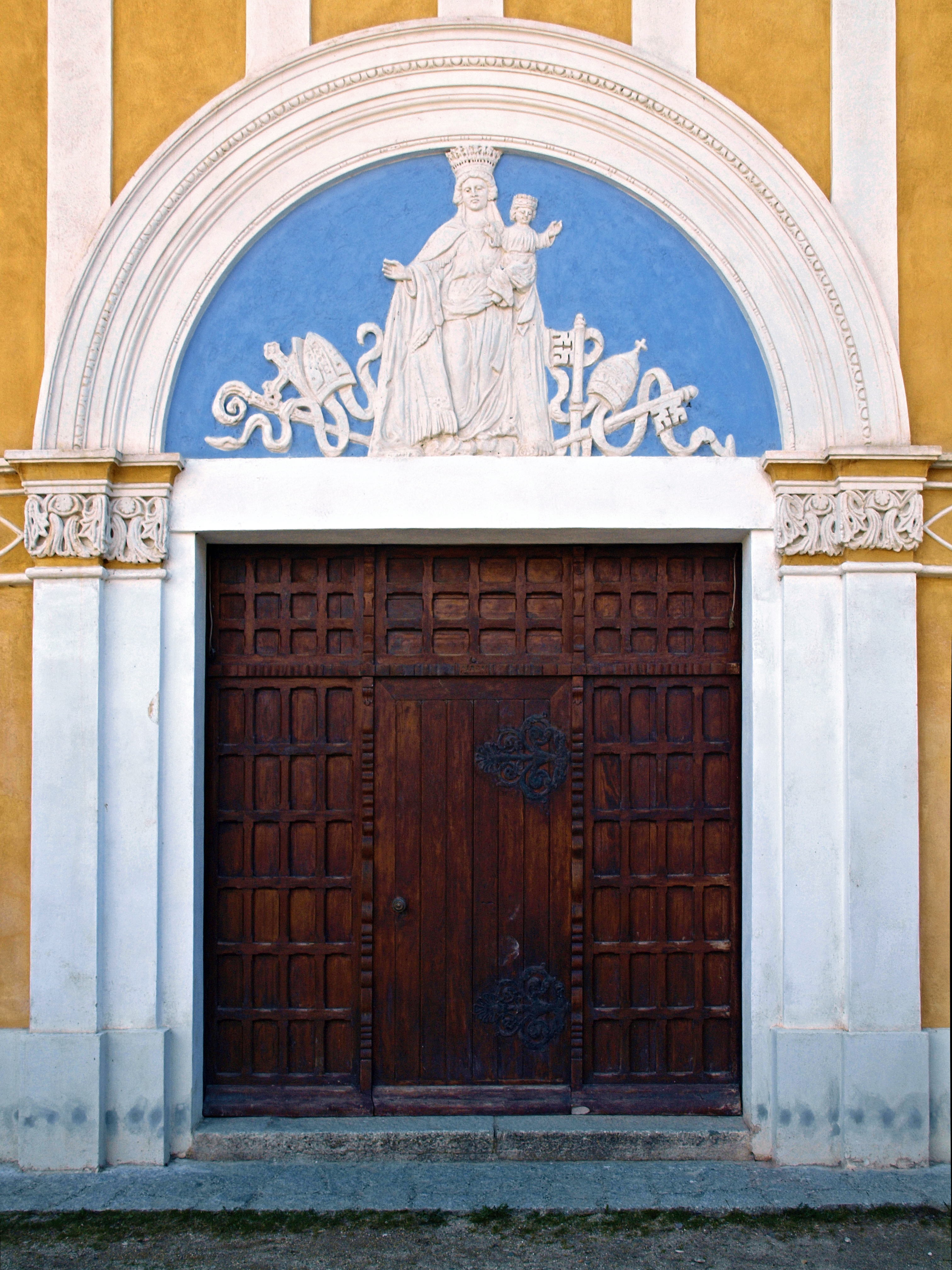
Porte de l'église.
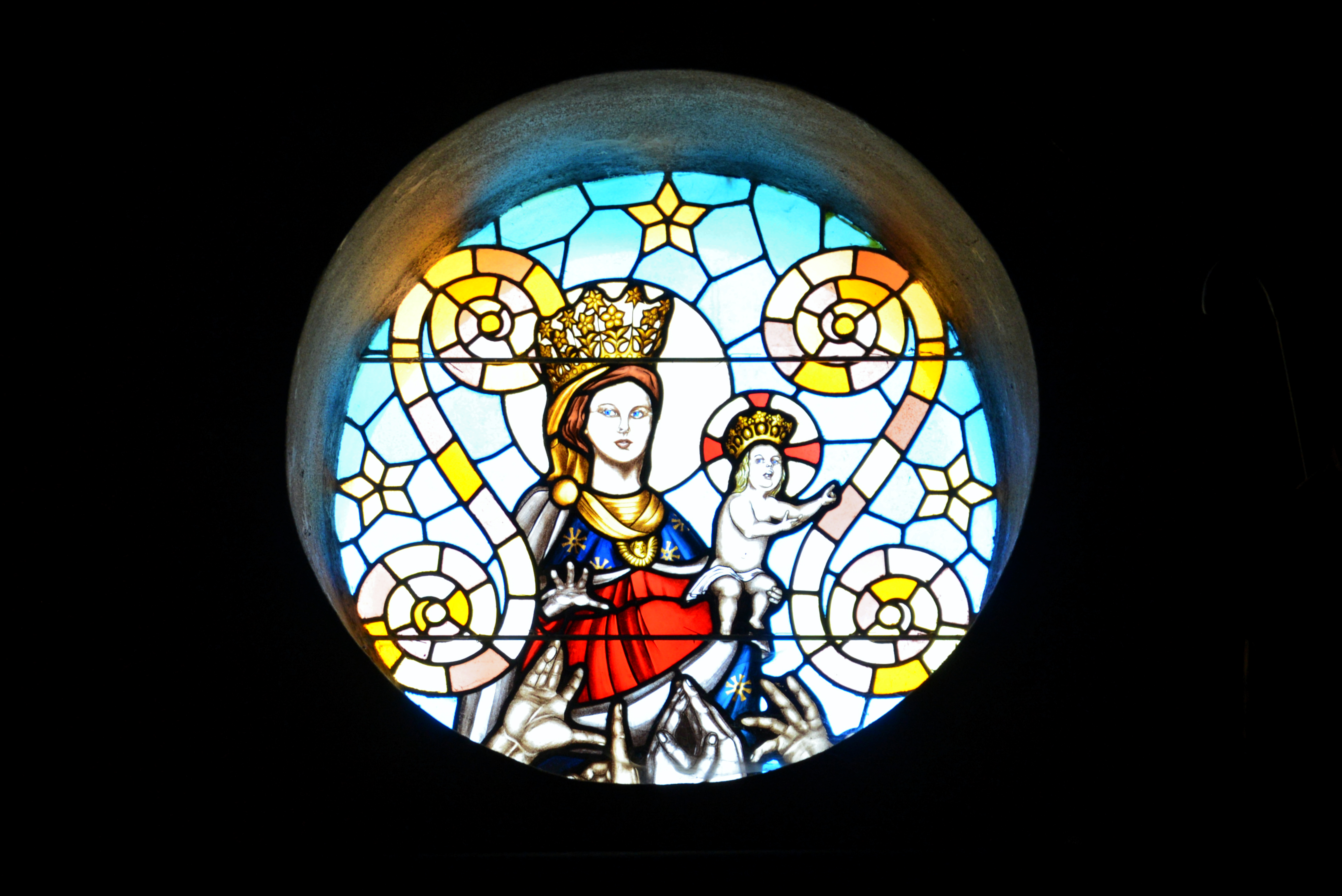
vitrail A Santa di u Niolu.
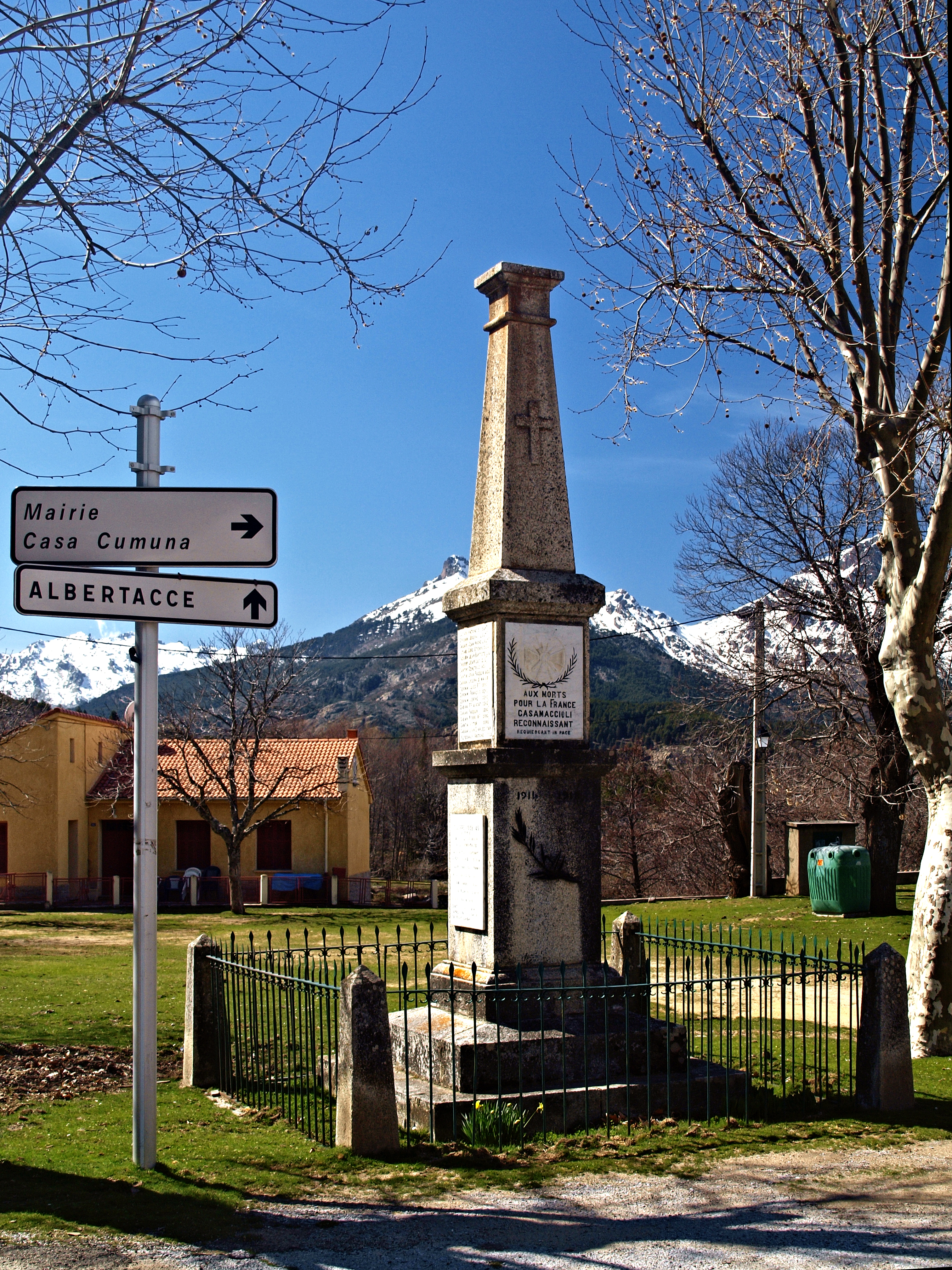
Monument aux morts.

## Personnalités liées à la commune
- Simon Sabiani

Héros, plusieurs fois blessé pendant la Grande Guerre ; il rejoint la collaboration en France pendant la Seconde Guerre mondiale. Il prit la fuite en Argentine avant de revenir par Barcelone clandestinement.